# Deux contre tous
Pour plus de détails, voir Fiche technique et Distribution.
Deux contre tous (titre italien : Due contro tutti ; titre espagnol : El sheriff terrible) est un film italo-espagnol réalisé par Alberto De Martino et Antonio Momplet sorti en 1962.

## Fiche technique
- Titre français : Deux contre tous ou Shérif malgré lui[1]
- Titre original italien : Due contro tutti
- Titre original espagnol : El sheriff terrible
- Réalisation : Alberto De Martino, Antonio Momplet
- Scénario : Mario Guerra, Giulio Scarnicci, Vittorio Vighi, Renzo Tarabusi (it)
- Photographie : Carlo Di Palma, Dario Di Palma, Ricardo Torres
- Montage : Otello Colangeli
- Musique : Manuel Parada, Franco Pisano
- Scénographie : Franco Lolli
- Costumes : Humberto Cornejo
- Décors : José Luis Galicia, Jaime Pérez Cubero
- Sociétés de production : Cineproduzione Emo Bistolfi, Copercines, Cooperativa Cinematográfica
- Pays d'origine :  Italie |  Espagne
- Langue : Italien, espagnol
- Format : Couleur (Eastmancolor) — 35 mm — Son : Mono
- Genre : Western
- Durée : 80 minutes (1 h 20)
- Dates de sortie :
  - Italie : 4 décembre 1962
  - Espagne : 4 juin 1964
  - France : 27 novembre 1964[1]

## Distribution
- Walter Chiari : Bull Bullivan
- Licia Calderón : Suzanne
- María Silva (it) : Clementine
- Raimondo Vianello : Jonathan Bullivan
- Antonio Vico : un joueur
- José Calvo :
- Aroldo Tieri : Fats Missouri
- Félix Fernández : un joueur
- Fernando Hilbeck : Black boy difunto
- Antonio Molino Rojo : Smith
- Ángela Pla : un joueur
- Mac Ronay : Mac Cyste
- José Villasante : Bandido de Jimmy el rosa
- Maruja Tamayo : une villageoise
- Xan das Bolas : un villageois
- Emilio Rodríguez : acolyte de Missouri #2
- María Pinar : une villageoise
- Pedro Fenollar : Jimmy el rosa
- Alfonso Rojas : Croupier
- José Riesgo : Bandido de Jimmy el rosa
- Venancio Muro : coiffeur
- Juan Cazalilla : villageois
- Antonio Padilla : Bandido de Jimmy el rosa
- Belinda Corel : villageoise
- Rafael Luis Calvo : acolyte de Missouri #3
- Claude Marchant : Bailarin
- Miguel Ángel Castillo : un joueur de cartes
- Bruno Scipioni :
- Joe Edger :